# Segunda División de España 1948-49
La temporada 1948–49 de la Segunda División de España de fútbol corresponde a la 18.ª edición del campeonato y se disputó entre el 12 de septiembre de 1948 y el 17 de abril de 1949.
El campeón de Segunda División fue la Real Sociedad.

## Sistema de competición
La Segunda División de España 1948/49 fue organizada por la Federación Española de Fútbol (RFEF).
El campeonato contó con la participación de catorce clubes en un grupo único siguiendo un sistema de liga, de modo que los catorce equipos se enfrentaron entre sí, todos contra todos en dos ocasiones -una en campo propio y otra en campo contrario- sumando un total de 26 jornadas. El orden de los encuentros se decidió por sorteo antes de empezar la competición.
Se estableció una clasificación con arreglo a los puntos obtenidos en cada enfrentamiento, a razón de dos por partido ganado, uno por empatado y ninguno en caso de derrota. En caso de empate a puntos entre dos o más clubes en la clasificación, se tuvo en cuenta el mayor cociente de goles. 
El primer clasificado se proclamó campeón de Segunda División y ascendió a Primera División junto al subcampeón.
En esta temporada no hubo descensos directos a Tercera División por la ampliación de equipos en la categoría prevista para la siguiente campaña. Los dos últimos clasificados jugaron una promoción en formato liguilla ante los terceros clasificados de cada uno de los grupos de Tercera División. Posteriormente al finalizar la temporada se decidió ampliar aún más la categoría hasta 32 equipos y la promoción quedó sin efecto.

## Clubes participantes
| Datos de ascensos y descensos con respecto a la temporada anterior |
| --- |
| Real Sociedad y Real Gijón descienden de Primera División. Real Valladolid y RC Deportivo de La Coruña ascienden a Primera División. CD Mallorca y RCD Córdoba descienden a Tercera División. Real Santander SD y Gerona CF ascienden a Segunda División. |

| Equipo                                | Ciudad                | Estadio            |
| ------------------------------------- | --------------------- | ------------------ |
| Club de Fútbol Badalona               | Badalona              | Avenida de Navarra |
| Club Deportivo Baracaldo Altos Hornos | Baracaldo             | Lasesarre          |
| Club Deportivo Castellón              | Castellón de la Plana | Castalia           |
| Gerona Club de Fútbol                 | Gerona                | Vista Alegre       |
| Real Gijón                            | Gijón                 | El Molinón         |
| Granada Club de Fútbol                | Granada               | Los Cármenes       |
| Club Ferrol                           | Ferrol                | Inferniño          |
| Hércules Club de Fútbol               | Alicante              | La Viña            |
| Levante Unión Deportiva               | Valencia              | Vallejo            |
| Club Deportivo Málaga                 | Málaga                | La Rosaleda        |
| Club Deportivo Mestalla               | Valencia              | Mestalla           |
| Club Real Murcia                      | Murcia                | La Condomina       |
| Real Sociedad de Fútbol               | San Sebastián         | Atocha             |
| Real Santander Sociedad Deportiva     | Santander             | El Sardinero       |

## Clasificación final
| Pos. | Equipo                       | Pts. | PJ | G  | E | P  | GF | GC | Dif. | Clasificación                     |
| ---- | ---------------------------- | ---- | -- | -- | - | -- | -- | -- | ---- | --------------------------------- |
| 1    | Real Sociedad (C, A)         | 35   | 26 | 17 | 1 | 8  | 80 | 41 | +39  | Ascenso a Primera División        |
| 2    | C. D. Málaga (A)             | 35   | 26 | 15 | 5 | 6  | 73 | 33 | +40  | Ascenso a Primera División        |
| 3    | Granada C. F.                | 35   | 26 | 16 | 3 | 7  | 50 | 37 | +13  |                                   |
| 4    | Hércules C. F.               | 32   | 26 | 14 | 4 | 8  | 64 | 53 | +11  |                                   |
| 5    | C. D. Baracaldo Altos Hornos | 29   | 26 | 13 | 3 | 10 | 48 | 37 | +11  |                                   |
| 6    | Real Gijón                   | 29   | 26 | 12 | 5 | 9  | 56 | 44 | +12  |                                   |
| 7    | Real Murcia C. F.            | 26   | 26 | 12 | 2 | 12 | 51 | 71 | −20  |                                   |
| 8    | C. D. Castellón              | 24   | 26 | 11 | 2 | 13 | 47 | 61 | −14  |                                   |
| 9    | Levante U. D.                | 22   | 26 | 9  | 4 | 13 | 48 | 53 | −5   |                                   |
| 10   | Gerona C. F.                 | 22   | 26 | 10 | 2 | 14 | 45 | 53 | −8   |                                   |
| 11   | Real Santander S. D.         | 21   | 26 | 8  | 5 | 13 | 50 | 67 | −17  |                                   |
| 12   | C. D. Mestalla               | 20   | 26 | 9  | 2 | 15 | 43 | 50 | −7   |                                   |
| 13   | C. F. Badalona               | 19   | 26 | 8  | 3 | 15 | 40 | 63 | −23  | Acceso a Promoción de permanencia |
| 14   | Club Ferrol                  | 15   | 26 | 6  | 3 | 17 | 39 | 71 | −32  | Acceso a Promoción de permanencia |

 Fuente: BDFutbol
Criterios de clasificación: Puntos · Diferencia de goles · Goles a favor · Play-off

## Resultados
| Local \ Visitante            | BAD | BAR | CAS | FER | GER | GIJ | GRA | HER | LEV | MAL | MES | MUR | RSA | RSO |
| ---------------------------- | --- | --- | --- | --- | --- | --- | --- | --- | --- | --- | --- | --- | --- | --- |
| C. F. Badalona               | —   | 1–2 | 4–1 | 2–1 | 0–3 | 1–1 | 2–0 | 3–4 | 3–2 | 2–2 | 2–1 | 3–0 | 1–1 | 2–1 |
| C. D. Baracaldo Altos Hornos | 3–1 | —   | 6–1 | 2–0 | 3–0 | 1–0 | 5–1 | 3–0 | 2–1 | 3–2 | 6–2 | 3–0 | 2–3 | 1–2 |
| C. D. Castellón              | 2–1 | 0–2 | —   | 3–2 | 3–1 | 4–1 | 1–0 | 1–2 | 1–2 | 1–1 | 1–0 | 4–0 | 3–2 | 3–1 |
| Club Ferrol                  | 4–0 | 1–0 | 2–4 | —   | 1–0 | 3–3 | 1–1 | 0–1 | 0–1 | 1–5 | 3–0 | 2–3 | 2–2 | 3–4 |
| Gerona C. F.                 | 5–0 | 0–0 | 2–3 | 4–1 | —   | 4–2 | 0–1 | 2–0 | 5–1 | 2–2 | 2–1 | 2–1 | 4–0 | 4–1 |
| Real Gijón                   | 5–3 | 0–0 | 5–2 | 6–1 | 2–0 | —   | 2–0 | 3–2 | 2–1 | 2–1 | 3–2 | 7–0 | 3–0 | 0–0 |
| Granada C. F.                | 4–2 | 3–1 | 1–0 | 3–0 | 3–0 | 1–0 | —   | 1–1 | 3–0 | 1–0 | 4–2 | 5–1 | 3–0 | 3–0 |
| Hércules C. F.               | 2–1 | 2–0 | 5–3 | 0–1 | 2–0 | 3–1 | 3–3 | —   | 4–2 | 3–0 | 4–1 | 8–2 | 4–1 | 4–2 |
| Levante U. D.                | 4–0 | 1–1 | 4–1 | 5–2 | 4–0 | 1–1 | 2–3 | 1–1 | —   | 2–3 | 1–0 | 2–2 | 3–1 | 1–2 |
| C. D. Málaga                 | 6–1 | 3–0 | 1–0 | 6–2 | 4–2 | 3–0 | 5–0 | 1–0 | 5–0 | —   | 1–1 | 8–0 | 7–1 | 3–1 |
| C. D. Mestalla               | 3–2 | 2–0 | 3–1 | 6–1 | 3–1 | 2–3 | 1–2 | 1–1 | 1–0 | 0–1 | —   | 2–0 | 4–2 | 1–3 |
| Real Murcia C. F.            | 1–2 | 5–1 | 2–0 | 6–2 | 3–0 | 3–2 | 2–1 | 5–1 | 1–3 | 1–0 | 4–3 | —   | 4–1 | 3–0 |
| Real Santander S. D.         | 1–0 | 2–0 | 4–4 | 1–2 | 7–1 | 3–2 | 1–2 | 6–5 | 5–1 | 2–2 | 0–1 | 2–2 | —   | 2–0 |
| Real Sociedad                | 4–1 | 4–1 | 7–0 | 3–1 | 5–1 | 3–0 | 5–1 | 9–2 | 4–3 | 5–1 | 2–0 | 7–0 | 5–0 | —   |

## Promoción de permanencia
Los dos últimos clasificados jugaron una promoción en formato liguilla ante los terceros clasificados de cada uno de los grupos de Tercera División. Posteriormente al finalizar la temporada se decidió ampliar aún más la categoría hasta 32 equipos y la promoción quedó sin efecto.

### Grupo I

#### Clasificación
| Pos. | Equipo         | Pts. | PJ | G | E | P | GF | GC | Dif. |
| ---- | -------------- | ---- | -- | - | - | - | -- | -- | ---- |
| 1    | C. D. Numancia | 8    | 6  | 4 | 0 | 2 | 14 | 17 | −3   |
| 2    | Club Ferrol    | 7    | 6  | 3 | 1 | 2 | 15 | 10 | +5   |
| 3    | S. G. Lucense  | 7    | 6  | 3 | 1 | 2 | 11 | 9  | +2   |
| 4    | Erandio Club   | 2    | 6  | 1 | 0 | 5 | 10 | 14 | −4   |

 Fuente: Fútbol Regional
Criterios de clasificación: Puntos · Diferencia de goles · Goles a favor · Play-off

#### Resultados
| Local \ Visitante | ERA | FER | LUC | NUM |
| ----------------- | --- | --- | --- | --- |
| Erandio Club      | —   | 4–0 | 0–2 | 2–3 |
| Club Ferrol       | 3–2 | —   | 3–0 | 7–1 |
| S. G. Lucense     | 2–1 | 1–1 | —   | 5–1 |
| C. D. Numancia    | 4–1 | 2–1 | 3–1 | —   |

### Grupo II

#### Clasificación
| Pos. | Equipo          | Pts. | PJ | G | E | P | GF | GC | Dif. |
| ---- | --------------- | ---- | -- | - | - | - | -- | -- | ---- |
| 1    | R. B. Linense   | 7    | 6  | 3 | 1 | 2 | 13 | 11 | +2   |
| 2    | C. D. Mallorca  | 6    | 6  | 3 | 0 | 3 | 17 | 10 | +7   |
| 3    | C. F. Badalona  | 6    | 6  | 3 | 0 | 3 | 19 | 13 | +6   |
| 4    | Cartagena C. F. | 5    | 6  | 2 | 1 | 3 | 11 | 26 | −15  |

 Fuente: Fútbol Regional
Criterios de clasificación: Puntos · Diferencia de goles · Goles a favor · Play-off

#### Resultados
| Local \ Visitante | BAD | CAR | LIN | MLL |
| ----------------- | --- | --- | --- | --- |
| C. F. Badalona    | —   | 5–1 | 4–0 | 5–2 |
| Cartagena C. F.   | 4–3 | —   | 2–2 | 3–2 |
| R. B. Linense     | 3–2 | 6–1 | —   | 2–0 |
| C. D. Mallorca    | 3–0 | 8–0 | 2–0 | —   |

## Resumen
Campeón de Segunda División:
| - Real Sociedad de Fútbol |

Ascienden a Primera División:
| - Real Sociedad de Fútbol | - Club Deportivo Málaga |